# ألما هولاند بيرز
ألما هولاند بيرز (بالإنجليزية: Alma Holland Beers)‏ هي عالمة نبات أمريكية، ولدت في 1892 في مقاطعة مور في الولايات المتحدة، وتوفيت في 1974 في تشابل هيل في الولايات المتحدة.